# Киспорт (Илиноис)
Киспорт (енгл. Keyesport) град је у америчкој савезној држави Илиноис.

## Демографија
По попису из 2010. године број становника је 421, што је 60 (-12,5%) становника мање него 2000. године.
| Група             | 2000.       | 2010.       |
| Белци             | 473 (98,3%) | 398 (94,5%) |
| Афроамериканци    | 0 (0,0%)    | 5 (1,2%)    |
| Азијати           | 1 (0,2%)    | 0 (0,0%)    |
| Хиспаноамериканци | 3 (0,6%)    | 9 (2,1%)    |
| Укупно            | 481         | 421         |